# Wassili Kusmitsch Awerin
Wassili Kusmitsch Awerin (russisch Василий Кузьмич Аверин; * 1884 in Letoschniki, Gouvernement Smolensk, Russisches Kaiserreich; † 28. Dezember 1945 in Jakutsk, Sowjetunion) war ein ukrainisch-sowjetischer Revolutionär und Politiker.

## Leben
Awerin gehörte 1918 der Provisorischen Sowjetregierung in der Ukraine an.  Im Februar 1919 leitete er das Volkskommissariat für innere Angelegenheiten der Ukraine. In den Jahren 1921 bis 1923 war er Vorsitzender des Exekutivkomitees der Provinz und des Stadtrats von Odessa. Er war Mitglied des Gesamtrussischen Zentralexekutivkomitees und des Zentralexekutivkomitees der UdSSR.
Während der Stalinistischen Säuberungen wurde Awerin 1937 verhaftet und zu acht Jahren Besserungslagern verurteilt. Nach dem Zweiten Weltkrieg kam er im November 1945 frei und wurde am 28. Dezember durch einen Unbekannten erwürgt.